# Reflexion
Reflexion – fiński zespół gothic metalowy założony w 1995 roku w Oulu. Zespół grał przez pewien czas bez wokalisty. W roku 1997 do grupy doszedł wokalista Juha Kylmänen. Na początku zespół nosił nazwę „BarbarianZ”, lecz została ona w 2000 roku zmieniona na „Reflexion”. W 2006 roku wyszedł pierwszy album grupy o nazwie „Out of the Dark”, drugi „Dead to the Past, Blind for Tomorrow” ukazał się w 2008 roku. Następny, trzeci krążek grupy zatytułowany „Edge” wydany został w 2010 roku. Wkrótce potem zespół zawiesił działalność.

## Muzycy
| Ostatni skład zespołu - Juhani Heikka – gitara (1995–2010), keyboard (2005) - Ilkka Jolma – gitara (1995–2010) - Juha Kylmänen – wokal (1997–2010), keyboard (2005–2007) - Mikko Uusimaa – gitara basowa (2004–2010) - Ilkka Leskelä – perkusja (2009–2010) Muzycy koncertowi - Olli Estola – perkusja (2008) |  | Byli członkowie - Petteri Lehtola – gitara basowa (2000–2001) - „Reiska” Pohjola – perkusja (2000–2009) - Antti Pikkarainen – keyboard (1995–2004) - Vesa Männistö – gitara basowa (2002–2003) - Raymond Pohjola – perkusja (1997–2000) - Petteri Lehtola – gitara basowa (2000) |

## Dyskografia
| 2006                           | Out of the Dark - Data: 15 marca 2006 - Wydawca: A1 Music                    | –  |
| 2008                           | Dead to the Past, Blind for Tomorrow - Data: 12 marca 2008 - Wydawca: MachXX | 30 |
| 2010                           | Edge - Data: 17 lutego 2010 - Wydawca: MachXX                                | –  |
| „–” pozycja nie była notowana. |                                                                              |    |

| 2005                           | „Undying Dreams” | 13 | Out of the Dark                      |
| 2006                           | „Storm”          | –  | Out of the Dark                      |
| 2008                           | „Weak and Tired” | –  | Dead to the Past, Blind for Tomorrow |
| 2008                           | „Twilight Child” | 11 | Dead to the Past, Blind for Tomorrow |
| „–” pozycja nie była notowana. |                  |    |                                      |